# Egyptens herrlandslag i volleyboll
Egyptens herrlandslag i volleyboll representerar Egypten i volleyboll på herrsidan. Laget deltog, trots Egyptens geografiska läge, i EM 1955 (där de slutade på 14:e och sista plats) och EM 1958.
Laget har senare tävlat i afrikanska mästerskap och afrikanska spelen. Bägge turneringar som de vunnit ett stort antal gånger. De har även deltagit i VM, OS och andra globala tävlingar.

### Fotnoter
1. ↑  ”1958 Senior European Championships” (på engelska). Confédération Européenne de Volleyball. https://www-old.cev.eu/Competition-Area/competition.aspx?ID=264&PID=570. Läst 18 april 2024.
2. ↑  ”African Games 1965” (på engelska). Volleybox. https://volleybox.net/men-african-games-1965-o6299. Läst 1 november 2023.
3. ↑  Todor Krastev. ”Men Volleyball II Africa Championship 1971 Cairo, Egypt - July - Winner Tunisia (2nd)” (på engelska). http://todor66.com/volleyball/Africa/Men_1971.html. Läst 18 april 2024.
4. ↑  Todor Krastev. ”Men Volleyball V Africa Championship 1983 Cairo, Egypt 07-14.12 - Winner Egypt (2nd)” (på engelska). http://todor66.com/volleyball/Africa/Men_1983.html. Läst 20 april 2024.
5. ↑  ”Olympedia”. https://www.olympedia.org/results/37341.
6. ↑  ”Olympedia”. https://www.olympedia.org/results/37660.
7. ↑  Goalzz. ”The First Islamic Solidarity Games - 2005 - Volleyball Final” (på engelska). https://www.goalzz.com/main.aspx?c=1189&stage=4. Läst 19 april 2024.
8. ↑  Todor Krastev. ”Men Volleyball XVI Africa Championship 2007 Durban (RSA) - 16-22.09 Winner Egypt (4th)” (på engelska). http://www.todor66.com/volleyball/Africa/Men_2007.html. Läst 20 april 2024.
9. ↑  ”Olympedia”. https://www.olympedia.org/results/262828.
10. ↑  Todor Krastev. ”Men Volleyball XVII Africa Championship 2009 Tetouan (MOR) 27.09-04.10 Winner Egypt (5th)” (på engelska). http://www.todor66.com/volleyball/Africa/Men_2009.html. Läst 19 april 2024.
11. ↑  ”2010 FIVB Volleyball World Championship - Italy” (på engelska). Fédération Internationale de Volleyball. http://www.fivb.org/EN/Volleyball/Competitions/WorldChampionships/2010/Men/FinalStanding.asp?Tourn=MWCH2010. Läst 4 februari 2024.
12. ↑  ”Tournament Standing - FIVB Volleyball Men's World Championship Poland 2014” (på engelska). Fédération Internationale de Volleyball. http://poland2014.fivb.org/en/competition/final-standing. Läst 4 februari 2024.
13. ↑  ”Olympedia”. https://www.olympedia.org/results/396200.
14. ↑  ”Volleyball, Africa: African Championship 2021 Standings - Soccerstand.com” (på engelska). https://www.soccerstand.com/volleyball/africa/african-championship-2021/standings/#/6BwErRCc/draw. Läst 1 november 2023.
15. ↑  volleyballworld.com. ”FIVB Men's World Championship 2022” (på engelska). https://en.volleyballworld.com/volleyball/competitions/men-world-championship-2022/standings/#round-f. Läst 4 februari 2024.
16. ↑  ”Live Center - Men's African Nations Championship 2023” (på engelska). Fédération Internationale de Volleyball. https://live.app.fivb.com/tournaments/1408/matches. Läst 31 oktober 2023.
17. ↑  ”African Games (Volleyball ) Event Overview Men's” (på engelska). Afrikanska spelen 2023. https://results.accra2023ag.com/wrs/eng/zz/engzz_volleyball-event-overview-men-s.htm. Läst 18 april 2024.
18. ↑  ”Volleyball Olympic Games Paris 2024 - Men's standings.” (på engelska). Volleyball World. https://en.volleyballworld.com/volleyball/competitions/volleyball-olympic-games-paris-2024/standings/men/#round-f. Läst 12 augusti 2024.
19. ↑  Senaste tillfället då någon kontrollerade att de inmatade tabelluppgifterna stämmer. Uppgifter kan ha matats in senare utan att kontrolleras av någon annan
20. ↑  ”Men European IV Championship 1955 Bucuresti (ROM) - 15-25.06 Winner Czechoslovakia” (på engelska). Sport Statistics. 21 mars 1955. Arkiverad från originalet den 28 mars 2012. https://web.archive.org/web/20120328215225/http://todor66.com/volleyball/Europe/Men_1955.html. Läst 29 juni 2015.